# Ридель, Людвиг
Людвиг Ридель (нем. Ludwig Riedel; 2 марта 1790, Берлин — 6 августа 1861, Рио-де-Жанейро) — немецкий ботаник.

## Биография
Людвиг Ридель родился 2 марта 1790 года в Берлине. Проживал во Франции и в Бразилии. Участвовал в первой русской экспедиции в Бразилию. Людвиг Ридель умер 6 августа 1861 года в Рио-де-Жанейро.

## Научная деятельность
Людвиг Ридель специализировался на семенных растениях.

## Почести
В его честь назван род растений Riedelia Meisn., род растений Riedelia Cham. и род растений Riedelia Oliv.